# Manuel Fontenla Vázquez
Manuel Fontenla Vázquez (Nerva, Huelva, 14 de diciembre de 1889-Ib., 1965) fue un pintor español.

## Biografía
Estudió en la Real Academia de Bellas Artes de Santa Isabel de Hungría, Sevilla. En 1942, crea la Escuela de Bellas Artes de Nerva. Enseña a los futuros artistas y luego será José María Labrador, en Sevilla, el que los termine de formar. Entre sus alumnos se encuentran grandes maestros: Alcaide, Hermenegildo Sutilo, Manuel Vázquez, Asterio Vázquez, Manuel Villalba y otros muchos.
La cultura de Nerva sube como la espuma y por lo tanto la de Huelva y Andalucía porque nace la inquietud por saber, en una época en la que la cultura brillaba por su ausencia porque lo primordial en esos años era sobrevivir. Se empieza a valorar el arte, llegando a tener con 5000 habitantes, 35 pintores de prestigio. Esta es la primera generación de Artistas de Nerva, y ellos serán maestros de una segunda generación, de los que cabe destacar: Juan Barba Robles y Martín Gálvez. A principios del siglo xxi nos encontramos en una tercera generación con Laura Cirilo Fariñas, Juán Moya García, Elena León Romero, entre otros.
En 1947 tiene lugar la Primera Exposición Artistas de Nerva, en el Centro Cultural, el 15 de diciembre. Es el gran inicio de un pequeño pueblo llamado Nerva que vive y duerme a las faldas del Cerro Salomón, que crece para ser el centro de la cultura de Huelva, que actualmente tiene las mejores instalaciones de la provincia para la exposición y conservación de obras de arte en el Museo Vázquez Díaz, pero que en el Casino del Centro, Asociación Centro Cultural y en el Mercantil hay a todas las horas del día una exposición permanente dónde degustando un buen café, o un buen vino de la Palma del Condado, se pueden saborear obras únicas como Las cuatro estaciones de José María Labrador, un maravilloso autorretrato de Vázquez Díaz, bodegones de la última época de Manolo Vázquez, floreros ingrávidos de rosas perfectas y una anciana fumadora vendiendo pescado de Monís Mora, una obra original de Rosil, unas estampas típicas con sabor inglés de Fontenla —repintadas y mal restauradas porque no se llevó a un restaurador, sino a otro artista que hizo lo que pudo, pero que no le quitó ni un ápice de su esencia—. Un cuadro de personajes por el parque de Mario León, obras de su hermano, Antonio León un gran cartelista, de Pascual… y en otros lugares de encuentro como el Malakate sirven como exposición permanente a Juan Barba. Y en las casas se pueden encontrar joyas de todos estos artistas y muchos más porque la cultura aflora y en visitas a las galerías de Sevilla, Madrid o Barcelona, se adquieren pinturas que el alma necesita, por lo que se puede decir que toda Nerva es un Museo.
Fontenla tiene fama de acuarelista pero sus óleos son maravillosos, la pincelada alegre, suelta y combina con genialidad los colores, fue un artista completo que hizo que este pequeño pueblo se le conociese en todo el mundo por Nerva, tierra de artistas.
Todos los años expone junto a sus alumnos, aunque él fuera de concurso. De aspecto desaliñado y descuidado, cuenta Felix Martín Acemel, en su cuaderno: «viéndolo con prendas tan raídas que parecían harapos y zapatos con agujeros por todos lados, le regalé un traje que ya no usaba por haber engordado y a él le viniese bien así como un par de zapatos bien lustrados por el limpiabotas asiduo del Casino del Centro. Fijándome que en cinco días no había hecho uso de ellos lo abordé de buen grado, cuando tomaba un aguardiente, replicó que todavía no los había necesitado. Al martes siguiente lo encontré con uno de los zapatos puesto y en el otro pie el viejo, al preguntarle me respondió que "todavía, este, está bien, aguantará otro mes"…».
En 1958 participa en la Exposición Homenaje a José María Morón, organizada por el Ayuntamiento de Nerva. En 1961 se homenajea a él y a su labor. Homenaje que debería hacerse cada año porque fue la persona que cambió la faz cultural de la Cuenca Minera de Riotinto y por simpatía la de Huelva.
Fallece en su localidad natal el 10 de marzo de 1965.

### Exposiciones Póstumas
- 1982, Exposición Colectiva de Artistas Nervenses en el Centenario de Vázquez Díaz.

- 1994, Colectiva de Artistas Nervenses, Nerva, Huelva.

- 1995, Colectiva Pintores de Nerva, en la Salón del Apeadero Reales Alcázares de Sevilla.

- 1999, Exposición Inaugural del Museo Vázquez Díaz.